# Platónovo pojetí demokracie

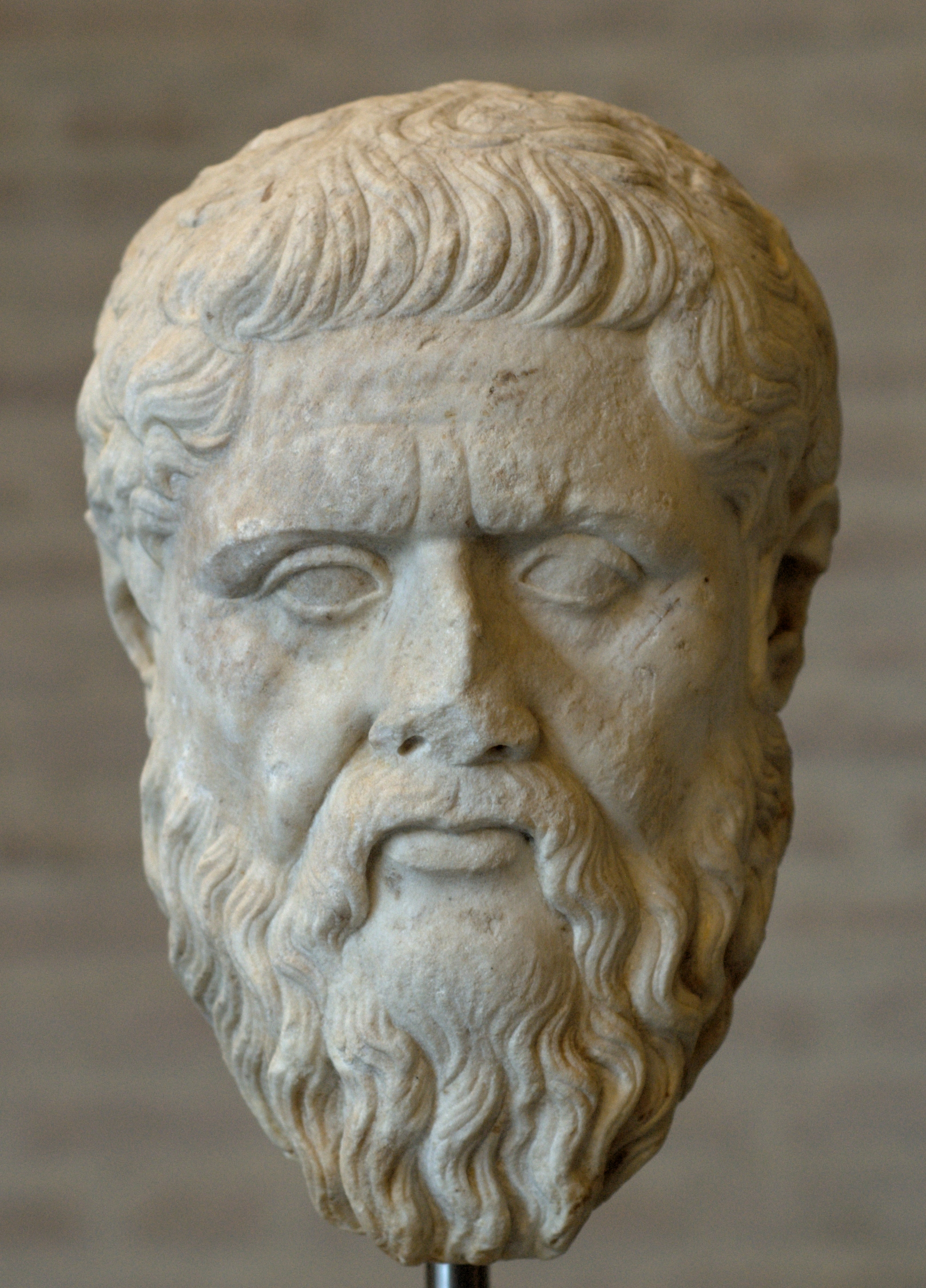
Plastika tváře Platóna.

Platónovo pojetí demokracie představuje hodnocení a zejména kritiku athénské formy demokratického zřízení.  

## Řecká forma demokracie
V řeckých obcích dosáhla demokracie svého největšího rozkvětu v 5. a 4. stol. př. n. l. Vláda lidu byla realizována skrze dvě instituce: 
- lidový sněm (ekklesia)
- lidový soud (heliaia)

### Lidový sněm
Schůze lidového sněmu se konaly nejméně čtyřicetkrát do roka. Účast jednotlivých členů na něm byla honorována platem. Členy sněmu se mohli stát svobodní athénští občané, kteří mohli nosit zbraň a byli starší 21 let. Mezi lid se v Athénách nepočítali cizinci, ženy a otroci. Například před začátkem Peloponéské války (roku 431 př. n. l.) žilo v Attice kolem 200 000 dospělých jedinců, z toho bylo 20 – 25 000 občanů mužského pohlaví, 80 000 otroků a 25 000 cizinců (metoiků).
Sněm disponoval nejen zákonodárnými, ale také výkonnými a soudními pravomocemi. Mohl využít i institutu tzv. ostrakismu pro vyhnání populárních politických osobností za hranice země na 10 let, což byla prevence před možným využitím jejich popularity ke svržení demokratického zřízení.

### Lidový soud
Lidový soud byl tvořen 6 000 volenými občany starších 30 let. Náhradníci pak tvořili z tohoto počtu 1 000 osob, zbylých 5 000 bylo přiděleno k 10 soudním sborům (1 tak čítal 500 občanů). Rozhodování probíhalo formou veřejných trestních žalob a soudní tribunály měly také pravomoci odvolacích soudů v občanskoprávních sporech.

### Rada pěti set
Absence dělby moci v této demokracii významně posilovala sílu lidu. Orgány, které jsou v dnešních formách demokracie nazývány jako výkonné (exekutivní), měly  v athénské demokracii obdobu v instituci známé jako Rada pěti set (bulé), která  ale nebyla skutečnou vládou, ale  spíše jen  výkonným výborem během shromáždění. Každá z 10 administrativních jednotek Athén (fýl)  nominovala do Rady pěti set 50 svých občanů.  Předseda rady byl volen každý den losem a nikomu nebylo umožněno zastávat tuto funkci déle než jeden den v životě. Rada v podstatě řídila práci úředníků a fungovala tak spíše jako zmocněnec sněmu, než jako nezávislý orgán. Druhou její úlohou byla příprava návrhů usnesení pro sněm. Celý veřejný sektor v Athénách byl dovršen prací úředníků, kteří byli voleni na jeden rok a bez nároku na plat za svoji práci pro obec.
Důležitým faktorem pro fungování demokracie v Athénách byl fakt, že se všichni občané mohli osobně znát a shromažďovat se na sněmech. Tento jev byl někdy přínosem, jindy však i nevýhodou systému, zejména tehdy, když sněm podlehl ve svých soudních rozhodnutích vlivu velmi obratných řečníků a vůdců (demagogů).

## Platónova kritika
Svůj pohled na demokracii vtělil Platón, který byl athénským občanem, do 8. knihy dialogu Ústava, v níž zmiňuje čtyři formy "pomýlených" státních zřízení. 
| Forma vlády | Princip vlády |
| timokracie  | čest          |
| oligarchie  | bohatství     |
| demokracie  | svoboda       |
| tyranie     | chtíč         |

Většinu textu v dialogu věnuje obhajobě pro něj nejlepšího zřízení, kterým je "aristokracie" (timokracie). Ta postupně degeneruje směrem k horším formám vlády. Každé takové formě pak Platón přiřazuje odpovídající typ člověka (lidských vlastností) a ukazuje mechanizmus, jakým se horší zřízení vyvíjí z předchozího lepšího.
Podle Platóna se demokracie rodí, poté co zdegenerovala  oligarchie, tedy vláda malé skupiny bohatých. Všechny systémy si nesou imanentně v sobě prvky svého konce. Principem oligarchie je toužení po bohatství, které společnost rozděluje na úzkou skupinu bohatých a velký zbytek nemajetných. Nevýhodou bohatství je to, že oslabuje statečnost těch, kteří jím disponují, a tak není složité, aby se velká část chudých (např. s pomocí demokratů z jiné obce) chopila moci a bohaté svrhla. Nově vzniklé zřízení pak stojí na principu absolutní rovnosti všech členů obce. Platón demokracii přiřazuje hlavní charakteristiku, kterou je neomezená svoboda - „uspořádat život tak, jak se komu líbí.“  Tato vlastnost je pak určující v chování jedinců. Člověk žijící v oligarchii byl střídmý a svou vášnivost asketicky usměrňoval ve prospěch jediného cíle, totiž shromažďování bohatství. Naopak občan žijící v demokracii směřuje své konání k dennímu potěšení, nechce uspokojování svých potřeb odkládat za žádnou cenu, ať by to bylo poznání, čest nebo bohatství. Ale tento princip svobody také přinese demokratickému zřízení konec. Ve společnosti totiž dochází k oslabení autority a vzrůstu anarchistických tendencí. Respekt a autorita se hroutí nejen v politické sféře, ale také v rodině, výchově, v oblasti mezilidských vztahů a dokonce i v poměru lidí ke zvířatům. 
Demokracie zaniká a rodí se nová forma zřízení - tyranie.
Největší slabinou demokracie je to, že hlavní slovo a moc získává skupina demagogů - trubců  . Ti totiž prezentují vůdčí elitu každé demokracie:
| „                           | ...její dravější část řeční a jedná, kdežto zbytek sedí kolem řečnických tribun, bzučí a nesnese, mluví-li někdo něco jiného, takže v takovém ústavním zřízení je všechno, s výjimkou něčeho mála, spravováno právě takovými lidmi. | “ |
| — Platón, Ústava. (s. 564d) | |   |

Vyjma trubců jsou v demokracii zastoupeny další dvě skupiny lidí, které jsou trubci vtahovány do sporu.  Jedná se o bohaté, kteří jsou vykořisťováni trubci. Avšak, aby trubci dosáhli svých vytoužených cílů, musí nejdříve na svou stranu přitáhnout hlas lidu. 
Bohatí se začínají bát a instinktivně bránit, což způsobuje v lidu pocit ohrožení. Takže ten si zvolí ze svých dosavadních vůdců vyvoleného ochránce, který na sebe v pravý čas připoutá veškerou moc. Demokratický řád se tak vnitřní logikou změní v tyranii, dle antických myslitelů, v nejhorší formu vlády.

### Jádro Platónovy kritiky
1. Demokracie není schopná respektovat nadřazenost některých jedinců a některých způsobů života nad jinými.
2. Demokracie, tak jako jiné formy vlády, nese v sobě plán sebezničení, svůj přerod v tyranii.

Za svůj první bod kritiky je Platón sám kritizován z nepřátelství k demokracii  . Druhá kritika může být považována za náznak analýzy skutečného fungování demokratických systémů, vycházející ze zkušenosti.

### Možné důsledky peloponéské války
Po skončení peloponéské války představitelé vítězné nedemokratické Sparty vybrali 30 athénských aristokratů, kteří měli napsat pro své město ústavu. Historie na ně vzpomíná jako na „třicet tyranů“. Jejich vůdce, Kritiás, jeden ze Sókratových žáků, byl bratrancem Platónovy matky. Charmidés, jenž pod ním působil, byl zase Platónovým strýcem. Kritias prohlásil, že všechny změny ústavy budou spojeny s krveprolitím a že nejlepší ústava je spartská. 30 tyranů potom zneškodnilo své oponenty bez jakéhokoliv soudu. O život přišlo asi 1500 lidí, včetně vůdce umírněných aristokratů. O několik měsíců později počátkem roku 403 před naším letopočtem Athéňané tyrany svrhli a opět ustanovili demokracii. 30 tyranů a jejich hlavních pobočníků bylo buď zabito v bojích, nebo popraveno.
Roku 399 před naším letopočtem byl předveden před soud Sókratés, byl obviněn ze zavádění nových bohů do společnosti. Nejvážnějším obviněním proti Sókratovi bylo, že kazí mysl mladým lidem. Obvinění se opíralo o fakt, že mnoho ze Sókratových studentů se podílelo na svržení athénské demokracie, mimo jiné Kritiás a Charmidés. Sókratés byl nakonec odsouzen k trestu smrti. Občané demokratických Athén tak Platónovi zabili nejen jeho aristokratické příbuzné, ale rovněž jeho milovaného učitele. Je možné, že to ovlivnilo jeho názory na demokracii.